# Religião no Togo
Cerca de 51% dos togoleses são animistas. O segundo maior grupo religioso é formado por cristãos (29% dos quais 21% católicos, protestantes e dos restantes 7%, 1% é de outras confissões cristãs), o restante da população é essencialmente da fé Islâmica.
Um destaque para a Igreja Adventista do Sétimo Dia que segundo dados da própria instituição até meados de junho de 2024 havia 10,925;membros e 82 igrejas no Togo. A população atual do país é de cerca de 8,528,000
Na avaliação desses dados temos de considerar ainda que a maior parte dos togoleses cristãos ou muçulmanos também mantém, pelo menos em parte, o sistema de crenças e rituais das religiões tradicionais africanas animistas locais. Entre os  produtos específicos do presente levantamento é o sincretismo religioso com o Vodum, muito difundido no Togo como em países vizinhos (especialmente Benim).